# 川上政行 今日もしゃべりずき!
川上政行 今日もしゃべりずき!（かわかみまさゆき きょうもしゃべりずき）は、2019年4月1日から2021年3月26日までKBCラジオで放送されていた平日午前の生ワイド番組である。
本稿では2016年4月1日から2019年3月29日まで同局で放送されていた平日朝の生ワイド番組の川上政行 朝からしゃべりずき!についても述べる。

## 放送時間の推移
- 2016年4月1日 - 2019年3月29日 月曜日 - 金曜日　6:30 - 9:29(朝からしゃべりずき！)
- 2019年4月1日 - 2020年10月2日 月曜日 - 金曜日　9:30 - 12:35(今日もしゃべりずき！)
- 2020年10月5日 - 2021年3月26日 月曜日 - 金曜日　9:00 - 12:00(今日もしゃべりずき！)

## パーソナリティ
- 川上政行

### サブパーソナリティ
- 平川尚子（月曜日～水曜日）
- 中島つぐまさ（月曜日）
- コンバット満（火曜日）
- 百市なるみ（木曜日・金曜日）
- 波田陽区（水曜日・金曜日）
- マサヨシ（木曜日）

### 朝ワイド時代
- 佐藤栄作「駆け込み栄作と、なんだかみょーに詳しい天気予報」のコーナーに出演(2017年4月 - )
- 西田たかのり（タレント）「9時からホークス 西田がキラリ★」
- 野下史織「9時からホークス 西田がキラリ★」

※以下はすべてKBCアナウンサー
- 平川尚子（月曜日・火曜日）
- 加藤恭子（水曜日 - 金曜日）

### コメンテーター
- 青木裕司(河合塾世界史講師)(月曜日)
- 川島透(映画監督)(火曜日)
- 武内和久(元厚労官僚)(水曜日・2018年4月〜2018年12月)
- 早川裕章（KBC解説委員)(水曜日・2019年1月〜)
- 木下敏之(福岡大学経済学部教授)(木曜日)
- 原岡薫(久留米大学教授)(金曜日)

## タイムテーブル

### 午前中ワイド移動後
- 09:30　ちょっと○○あいうえお
- 09:52　KBCニュース
- 09:56　天気予報
- 10:00　ニュース三枚舌
- 10:23　アイタカーリポート
- 10:30　交通情報
- 10:32　ラジオショッピング
- 10:45　岩本初恵の幸せをつれてくる言葉
- 10:52　KBCニュース
- 10:56　天気予報
- 11:00　テレフォン人生相談
- 11:19　テレフォン人生相談、でしたっ！
- 11:30　交通情報
- 11:35　久光製薬リラックスタイム～ホグシノジカン
- 11:42　ラジオショッピング
- 11:52　KBCニュース
- 11:56　天気予報
- 12:00　ムッシュ川上のふるさとWish!Push!（月・火　みんなの○○おっぴろげ！）
- 12:17　ＦＤＡプレゼンツ　「ひょいと空の旅」(火曜日)

### 朝ワイド時代
- 6:33 あさからニュースしゃべりずき
- 6:45 こっそり三面教師
- 6:54 天気予報
- 7:00 今朝の三枚おろし～カミツキスポーツ～（福岡出身の武田鉄矢がパーソナリティの文化放送「今朝の三枚おろし」を差し替え、CMのみネット）
- 7:15 しゃべりずきインサイド（『お早うネットワーク』の企画ネットパート）
- 7:26 あさからセレクト
- 7:35 KBC交通情報
- 7:38 島田洋七の朝から言わせろ！！
- 7:43 朝駆けニュースダービー(出走ニュース発表)=[1]
- 7:54 KBC朝日新聞ニュース／天気予報
- 8:00 駆け込み栄作と、なんだかみょーに詳しい天気予報
- 8:08 KBC交通情報
- 8:10ヨコシマたそがれ(放送終了)
- 8:10 ＪＪＫ（地元の情報・九州山口）
- 8:20FDA　福岡空港・北九州空港フライトインフォメーション
- 8:30 KBC交通情報
- 8:38 スズキ・ハッピーモーニング　鈴木杏樹のいってらっしゃい
- 8:43 聞いてよ、マサちゃん。今日のヒトコト
- 8:54 KBC朝日新聞ニュース／天気予報
- 9:00 朝駆けニュースダービー(着順発表)(2018年6月29日で終了)
- 9:10 ホークスキャンプリポート(2月のみ)
- 9:15 ラジオショッピング
- 9:20 「変な」占い(2017年3月で終了)
- 9:25 こころのオルゴール(番組終了後放送2018年2月5日 - 3月6日)( [再放送]2018年3月14日 - 3月28日)
- 9:25 「中西和久 ひと日記｣(2018年6月18日 - 8月24日)

2018年7月2日から少～しリニューアル
- 7:45 あさからニュースしゃべりずき(前倒しでニュースをちょっと詳しくお伝え。)
- 8:23 聞いてよマサちゃん
- 8:45 ニュースを詳しく
- 9:00 9時からホークス 西田がキラリ★(西田たかのりが登場！ホークス情報たっぷりお伝えです！)